# کولدیماچینه
کولدیماچینه (به ایتالیایی: Colledimacine) یک کومونه در ایتالیا است که در استان کییتی واقع شده‌است.

## خصوصیات
کولدیماچینه ۱۱ کیلومترمربع مساحت و ۲۷۷ نفر جمعیت دارد و ۷۷۰ متر بالاتر از سطح دریا واقع شده‌است.